# HD27429
HD27429 — хімічно пекулярна зоря спектрального класу F2, що має видиму зоряну величину в смузі V приблизно  6,1.
Вона  розташована на відстані близько 154,4 світлових років від Сонця.

## Пекулярний хімічний вміст
Зоряна атмосфера HD27429 має підвищений вміст 
Cr
.